# 于晖 (于劲之子)
于晖（5世纪？—529年），字宣明。洛阳人。
于劲之子。北魏宣武帝于皇后的同母弟。少袭父太原郡公爵，官任汾州刺史。为尔朱荣所亲近，与尔朱荣结为姻亲，尔朱荣以女嫁其子于长孺。历官侍中、河南尹。后兼尚书仆射。魏孝庄帝建义元年（528年），尔朱荣进逼洛阳，徐纥逃往泰山郡依附羊侃。尔朱荣命于晖等兵数十万，为东南道行台，于瑕丘（今山东兖州）击羊侃，大勝。尔朱荣再派高欢和尔朱阳增援，于晖將羊侃围困。十一月，羊侃率部降南朝梁。于晖后被元颢所害。